# Peltastes pulcher
Peltastes pulcher är en oleanderväxtart som först beskrevs av John Miers, och fick sitt nu gällande namn av J.F.Morales. Peltastes pulcher ingår i släktet Peltastes och familjen oleanderväxter. Inga underarter finns listade i Catalogue of Life.